# Anastasia (namn)

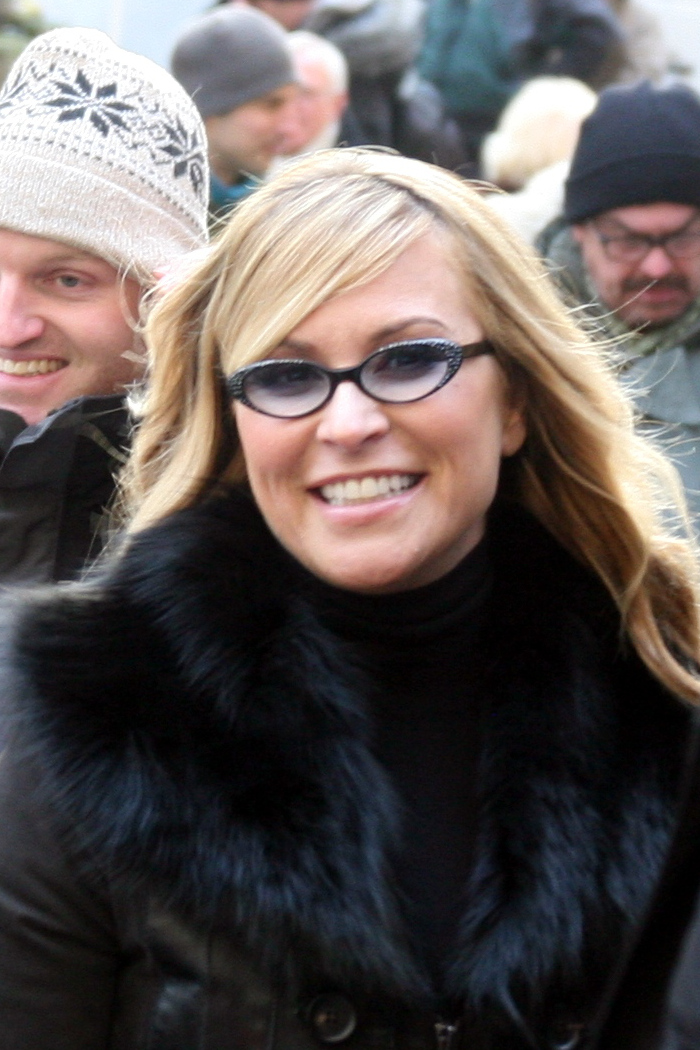
Anastacia

Anastasia eller Anastacia (Αναστασια) är ett grekiskt kvinnonamn bildat av ordet anastasis som betyder uppvaknande, uppstående. De maskulina formerna är Anastasios (grekiska) och Anastasius (latin).
Den 31 december 2014 fanns det totalt 1 572 kvinnor folkbokförda i Sverige med namnet Anastasia eller Anastacia, varav 979 bar det som tilltalsnamn.
Namnsdag i Sverige: saknas

## Personer med namnet Anastasia eller Anastacia
- Anastacia, amerikansk sångerska
- Anastasia, helgon
- Anastasia, bysantinsk kejsarinna
- Anastasia av Grekland, grekisk prinsessa
- Anastasia av Kiev, ungersk drottning
- Anastasia av Montenegro, rysk storfurstinna
- Anastasia Golitsyna, rysk furstinna
- Anastasia Kelesidou, grekisk friidrottare
- Anastasia Michailovna av Ryssland, rysk storfurstinna
- Anastasia Nikolajevna Romanova, rysk storfurstinna
- Anastasia Romanovna, rysk tsaritsa
- Anastasia (illustratör) (1400-talet), en medeltida fransk bokmålare